# Ример (мыс)
Ример (англ. Rymer Point) — мыс канадской арктической территории Нунавут. Расположен на юго-западе острова Виктория на полуострове Уолластон; направлен в сторону пролива Долфин-энд-Юнион. Северное побережье омывается заливом Клаустон. На юго-западной стороне располагается мыс Нувук, выступающий к заливу Симпсон-Бэй.

## География
Низкие утёсы мыса Ример состоят из карбонатных пород.

## История
На мысе находились различные торговые посты, в том числе Форт-Хармон, принадлежащий компании Гудзонова залива.